# Léon Duboin
Léon Duboin (surnommé Camille), né le 14 mai 1882 à Nîmes, dans le Gard, et mort par suicide le 28 avril 1943 pendant son transfert de Toulon à Marseille, est un négociant et officier supérieur de réserve français, membre de la Résistance, chef départemental de l'Armée secrète pour le Var.

## Biographie
Engagé dans l’armée active en 1902, Duboin entre ensuite dans l’armée de réserve - il est lieutenant en 1911, capitaine en 1915, lieutenant-colonel en 1931, colonel en 1940.
Il est mobilisé le 2 août 1914. Sa connaissance des langues slaves lui vaut d’être détaché auprès des troupes russes (3e brigade, puis 1re division d’infanterie) puis rattaché à la base de Laval jusqu’en 1916. 
Après-guerre, il vit à Toulon où il est négociant. Mobilisé le 2 septembre 1939, il est démobilisé le 19 octobre 1940. 

## Résistance
À Toulon, il participe à la création des Francs-tireurs et partisans (FTP) en 1942, s’occupant particulièrement de la mise sur pied d’un service de renseignements. Il devient chef départemental de l’Armée secrète à la fin de la même année, en remplacement du colonel Robert Blum (membre de Combat). Peu après la mise en place des Mouvements unis de la Résistance (MUR) dans la région, il est désigné comme chef régional de l’Armée secrète en mars 1943, en remplacement du général Gaston Schmitt, parti à Londres. Ce dernier attesta que Duboin lui avait fait savoir que Joseph Darnand avait l’intention de rejoindre la France libre. 
En tant que chef régional de l'Armée secrète, Léon Duboin supervise les premières actions des Groupes francs (notamment la préparation du sabotage de la centrale électrique de l’Arsenal de Toulon).

## Arrestation et suicide
Sur dénonciation de Jean Multon, secrétaire du chef régional des MUR (Chevance Bertin) devenu agent double, il est arrêté à son domicile par l’équipe Ernst Dunker Delage de la Sipo-SD de Marseille, dans le cadre de l’affaire Flora, le 28 avril 1943. Son épouse Yvonne Duboin et Léon Brown Brunet, inspecteur des MUR, originaire de Nice, sont arrêtés en même temps que lui. 
Léon Duboin s’empoisonne au cours de son transfert à Marseille. D’après Brown, qui allait devenir un agent de la Sipo-SD, il décéda en arrivant au 425 de la rue Paradis, où était installé ce service. D’après les informations données par Conrad Flavian, il décéda alors que son interrogatoire – violent – avait commencé. 

## Entourage familial
Son épouse, Yvonne Jaubert, fut déportée à Ravensbrück (matricule 27673). Elle laisse un témoignage de sa déportation dans l'ouvrage de Simone Saint-Clair, Ravensbrück : l'enfer des femmes (1945). Ils s'étaient mariés le 5 octobre 1911, et eurent une fille Huguette, externe des hôpitaux, mariée en octobre 1939 au Dr Christian Lavergne
Il avait un frère, le député Jacques Duboin, fondateur du Mouvement français de l’Abondance qui entendait ouvrir une troisième voie entre le capitalisme et le socialisme, et une sœur, Louise Jourdan, mariée à un officier de marine.

## Distinctions et hommages

### Décorations
- Officier de la Légion d'honneur le 16 décembre 1937 (chevalier du 6 juillet 1919)
- Croix de guerre 1914–1918 (3 citations : au Journal officiel le 7 décembre 1914, à l’ordre du XVIIe CA en mars 1917 et à l’ordre de la 37e DI en avril 1917).

### Hommages
Son nom a été donné à une avenue de Toulon peu après la Libération et une plaque commémorative a été apposée à l’entrée de son domicile, au 13 boulevard de Strasbourg, le 22 août 1954.